# 七魔劍支配天下
《七魔劍支配天下》（簡稱「七魔」）是由日本作家宇野朴人所創作的輕小說，插畫由負責，2018年9月起經電擊文庫出版。由Esuno Sakae擔任作畫的改編漫畫於2019年7月號至2024年1月號在《月刊少年Ace》連載。本作獲得店員最愛輕小說大獎2019文庫類別第1名、《這本輕小說真厲害！2020》文庫類別和新作類別第1名。改編電視動畫於2023年7月至10月播出。

## 故事簡介
「魔劍」是指在一步一杖的距離內，一旦施放就絕對無法閃避和招架的必勝劍技。世界已知有六種魔劍。
金伯利魔法學校是一所名校，是新生未來七年的學習場所，採取“自由主義”和“成果主義”兩大校風，每年都吸引了不少新手魔法師入學。這些新生內心懷抱著驕傲與使命，但迎接他們的卻是各種威脅，例如是地下迷宮、強悍的高年級生、以及派系鬥爭等。主角奧利佛努力地與同伴一起在這樣的魔境當中求生，並在這段期間遇見了武士少女奈奈緒，與她締下不解之緣。

## 登場人物

### 主要人物
奧利佛·霍恩（Oliver Horn，聲：田丸篤志）
劍花團小隊的領導者。氣質成熟，善於照顧別人。冷靜而理性，雖然很少情緒化，但奈奈緒的大膽行為時常讓他心顫抖。擅長佈置和運用魔法的他，在學習魔法的同時，懷著內心隱藏的某種“堅定信念”進入了金伯利。表面上是個堅信義理、很能體諒人心的善良少年。
但真實的他是個復仇者，由於母親被背叛並被魔法學校的教師們拷問致死，而成了為了替她復仇的隱密團隊的領導者。自身才能淺薄，但為了復仇而拼上性命、用自殺性的方式獲得了力量與知識。第四魔劍「橫渡奈落之絲（Angustavia）」的使用者。
響谷奈奈緒／奈奈緒·響谷（Nanao Hibiya，聲：貫井柚佳）
劍花團成員之一，出身於東方武士家族的少女。說話有著、的武士口吻，戰鬥時黑髮會變為純白色，擁有將魔力循環的強度與流暢融為一體的獨特體質。據本人所說，「對自己的生命沒什麼執著」——連活著的實感都沒有。認為自己的人生是夢境，所以總是不要命的在戰鬥，尋找葬身之處。經過奧利佛等人的開導，改變了自己的思想。並發誓「絕對不會再做出捨棄生命的舉動」、「絕對不會看輕自己的生命」。所屬流派的思想為「勿喜於復仇之劍，應喜於相愛之劍」，意即「互相憎恨或為復仇而戰，非劍士的本願。與互相認同、尊敬的對手，在不留任何遺恨的情況下，堂堂正正地決鬥——這在劍道中被稱作『命運對決』」。認定奧利佛為命運對決的對手和戀人。與密里根戰鬥時無意間創造了第七魔劍。
卡蒂·奧托（Katie Aalto，聲：大和田仁美）
劍花團成員之一，心地善良的卷髮少女。熱愛魔法生物以及一切動物。連合北方的湖水國留學生。有強烈的正義感和競爭精神，但不諳世事，即使試圖與別人爭論，也會很快被反駁。對於在金伯利被輕視的魔獸和亞人種族的生命總是感到痛心。儘管如此她選擇進入金伯利並且不轉學的原因是，她希望能夠與意見不同的人相互理解。喜歡奧利佛，但因為錯過了時機表白而只能看著他和奈奈緒成為戀人，因而把這份不甘對著凱發洩抱怨。
米雪拉·麥法蘭（Michela McFarlane，聲：山田美鈴）
劍花團成員之一，大英魔法國南部的名家麥法蘭家的長女。棕色皮膚和金色頭髮被認為是人類種族所不具備的特徵，因為她的母親是精靈。透過釋放子宮儲備的魔力，她的耳朵也會變成精靈的特徵，尖尖的形狀。縱卷髮的少女。愛稱是「雪拉」。對於奧利佛和團隊很了解。自信並能夠欣賞他人的優點。以慷慨的友誼對待那些曾經視為朋友的人。文武雙全的佼佼者。小說中發現奧利佛中毒之後愛撫幫他排毒。
皮特·雷斯頓（Pete Reston，聲：杉山里穗）
劍花團成員之一，雙親為非魔法族。以普通人身分考進學校的努力家。勤奮而誠實的男孩（真實身份是會隨不同日子變換性別的特殊體質）。他有足夠的知識來衝破常人的門檻。但由於入學的背景，他的態度比較強硬，以免被周圍人小瞧，給人一種有點挑剔的印象。小說12卷跟奧利佛在房間主動表白，表示自己可以不計較名分半逼迫著奧利佛後發生了關係。
凱·格林伍德（Gai Greenwood，聲：菅原慎介）
劍花團成員之一，出身於農民世家的少年。性格開朗、思想和行為坦率、為人誠實，對植物學有所造詣，擅長種植、培育各種魔法植物與蔬菜。他很少深感憂慮，與奈奈緒一樣是情緒製造者。由於從小在姐姐的家庭中長大，他對農家妻子的固定觀念很強烈，因此無法將年輕且文靜的女人視為戀愛對象。

### 同年級生
理查·安德魯斯（Richard Andrews，聲：千葉翔也）
金伯利魔法學院一年級新生，米雪拉兒時的朋友，來自安德魯斯家族。經常被拿來與米雪拉進行比較，導致兩人的關係惡化。他很驕傲，往往看不起其他學生。尤其是奧利佛的加入。他很快就與奧利佛展開了競爭，但後來才明白他的世界觀是多麼狹隘。在一次競技場事件後，意識到他們是自己的強大對手，也考慮成為朋友。
麥可蕾（Mackley，聲：市之瀨加那）
在開學典禮對卡蒂施展狂奔咒語的女學生，理查的朋友。而後向卡蒂及奧利佛他們為開學典禮的巨魔事件道歉。
圖利奧·羅西（Tullio Rossi，聲：神原大地）
隨和的男孩。奧利佛的朋友。他的言行，使周圍人對他的信任度較弱，不過戰鬥能力很高，在同年級中卻是頂級的風雲人物。
史黛西·康沃利斯（Stacy Cornwallis，聲：前田佳織里）
雪拉的親戚（其實是同父異母的妹妹），莉涅特有血緣關係的妹妹（同母異父），出生於麥法蘭分家的女孩。性格堅決而頑固，與同父異母的姊姊雪拉競爭。和雪拉一樣，擁有很強的雷屬性魔法。
費伊·威爾洛克（Fay Willock，聲：橘龍丸）
被史黛西撿到的半狼人男孩。擔任史黛西的隨從。
約瑟夫·歐布萊特（Joseph Albright，聲：古川慎）
出生於軍人世家歐布萊特的傲慢男孩。擁有與奧利佛等人同年級的頂尖能力。
伊布林·奧迪茲（Evelyn Odets，聲：本泉莉奈）
參加羅西的一場一年級最強的決鬥，向奈奈緒發起決鬥的女學生，結果落敗。

### 高年級生
薇菈·密里根（Vera Miligan，聲：加隈亞衣）
金伯利魔法學院四年級女學生。在魔法生物學領域研究亞人生態的魔女。人權派，雖然做為人權派但由於有因為雙親的愛而被移植魔眼的經驗，因此對於解剖他人毫不猶豫。有為後輩著想的一面，性格也很好。特別關心熱愛魔法生物的卡蒂。長瀏海遮住了自己的左眼。出生後就被雙親在左眼及左手移植蛇尾雞的魔眼，因此被稱為“蛇眼”。
夏儂·舍伍德（Shannon Sharwood，聲：渡部紗弓）
金伯利魔法學院五年級女學生，奧利佛的表姊，氣質柔和的女人。稱呼奧利佛為“諾爾”。畢業後以教職員的身份留在金伯利。
格維因·舍伍德（Gwynn Sharwood，聲：石毛翔彌）
金伯利魔法學院五年級學生，奧利佛的表哥，沉默寡言的男人。畢業後以教職員的身份留在金伯利。
奧菲莉亞·薩爾瓦多利（Ophelia Salvadori，聲：茅野愛衣）
金伯利魔法學院四年級女學生，金伯利魔法學院現任學生會前身「自警團」的原成員。身為魅魔後裔的魔女。她穿著迷人的裙子，用自己的香水迷惑男人。從體內創造出強大的合成獸（嵌合體）並使用它們。
西拉·利弗莫爾（Cyrus Rivermoore，聲：伊丸岡篤）
金伯利魔法學院五年級學生，金伯利最重要的學生死靈法師。性格好戰，與奧菲莉亞一樣是學校裡的危險人物。被高年級同學稱為“清道夫”。畢業後以教職員的身份留在金伯利。
艾爾文·戈弗雷（Alvin Godfrey，聲：日野聰）
金伯利魔法學院五年級學生，現任金伯利學生會主席。與卡洛斯和奧菲莉亞是親密的朋友。擁有無與倫比的火力的影響力。領導學生會做好學校的安全保衛工作，主動解決校內問題。被高年級同學稱為“煉獄”。
卡洛斯·惠特羅（Carlos Whitrow，聲：山本和臣）
金伯利魔法學院五年級學生，金伯利魔法學院學生會成員，擔任五年級監督生。奧菲莉亞兒時的朋友。與戈弗雷一起工作。被稱為“聖歌”。
雷賽緹·英格威（Lesedi Ingwe，聲：芳野由奈）
金伯利魔法學院五年級女學生，金伯利魔法學院學生會的老成員。皮膚黝黑，留著短辮子。她將學生製服的外袍改為無袖，並放棄了傳統的汗衫，選擇了露臍上衣。她對金伯利的學生進行監督。
提姆·林頓（Tim Linton，聲：玉城仁菜）
金伯利魔法學院四年級學生，金伯利魔法學院學生會的老成員，戈弗雷畢業後接替當選成為新任學生會主席。有一頭齊肩的金髮，染著粉紅色的特點。儘管外表嬌小可愛，但個性卻很好鬥。在製作和輸送毒藥方面卻有著非凡的能力，尤其是自製毒氣手榴彈。被稱為“毒殺魔”。
凱文·沃克（Kevin Walker，聲：竹田海渡）
金伯利魔法學院六年級學生。迷宮美食部部長。迷失迷宮半年，學校為他舉行葬禮，然而他回歸後成為學校裡的名人，也因成績落後而留級。被稱為“生還者”。
帕梅拉·戈頓（Pamela Gorton，聲：羊宮妃那）
金伯利魔法學院三年級女學生，在迷宮內經營攤位的“迷宮商人”少女。凱文的弟子，繼承了他的技術、韌性和關愛後輩的精神。
莉涅特·康沃利斯（Lynette Cornwallis，聲：日野麻里）
金伯利魔法學院四年級女學生，米雪拉的親戚，史黛西有血緣關係的姊姊（同母異父）。她有點嫉妒史黛西的注意力如此集中在米雪拉而不是她身上。

### 低年級生
泰蕾莎·卡斯騰（Teresa Carste，聲：真野步）
格溫（格維因）派來保護奧利佛的密探，隱藏大師。平時是冷漠和按自己的步調行事的人，但這種冷漠只是偽裝的一部分，在奧利佛面前會回到自己真實的年齡相符的性格。戰鬥能力很高，可以輕易擊敗同年級的對手，尊崇並愛慕奧利佛。

### 教職員
艾絲梅拉達·卡特娜·德拉庫格（Esmeralda Catena Delacour，聲：田中敦子）
現任金伯利校長，被譽為“金伯利女巫”。性格冷靜，為了追求魔法，不介意學生的生死。在入學典禮上，談到了“20%的人會在畢業前死去”的殘酷現實。她是背叛並拷問克蘿伊，並奪取其靈魂後殺害她的人。奧利佛計畫復仇打倒的教師之一。
路德·嘉蘭德（Luther Garland，聲：興津和幸）
金伯利學院的校友，現任劍術導師。被世人稱為“劍聖”的高手。學生們喜歡他誠實的性格。有正氣，反對不公平行為。在教育中在強調理解本質的同時，也強調實踐的場所。
達瑞斯·格倫維爾（Darius Grenville，聲：東地宏樹）
負責煉金術課程的男老師。奧利佛計畫復仇打倒的教師之一。他基於自己的教育理念，行事霸道，經常因辱罵性言論而遭到學生的對抗。關於他馴服助手、竊取優秀研究成果的傳聞不絕於耳。當他和看中的助手候選人奧利佛一起潛入迷宮時，被對方質問有關克蘿伊的事情後，受到挑戰並接受決鬥，但被奧利佛的魔劍砍斷右手腕而失去行動能力，自己被迫透過劇痛咒語體驗自己對克蘿伊所做的拷問。在過程中無法忍受痛苦而成為廢人，最終被奧利佛處決。
西奧多·麥法蘭（Theodore McFarlane，聲：關俊彥）
米雪拉與史黛西的父親，金伯利的兼職講師，暫時擔任煉金術的課程。做為艾絲梅拉達的前輩感嘆現在立場逆轉。學生時代是和埃德嘉一起追求克蘿伊的情敵，克蘿伊及埃德嘉去世後對兩人的感情絕不單純。大部分時間都在世界各地旅行，使得他能夠招募奈奈緒作為金伯利的學生。第二把魔劍“奔向自己之影”的使用者。
達斯汀·海吉斯（Dustin Hedges，聲：深川和征）
負責帚術課程的男老師。是世界的魔法空戰英雄之一，職業生涯使他以異端獵人而聞名。
凡妮莎·奧迪斯（Vanessa Aldiss，聲：豐口惠）
負責魔法生物學的女老師，完美體現了粗暴野蠻的法治理念，在金伯利被稱為“暴君”。主張“魔法生物當資源”的立場。奧利佛計畫復仇打倒的教師之一。
法蘭西絲·吉克里斯特（Francis Gilchrist，聲：加藤美佐）
負責咒語學的女老師。被稱為“存活千年的至高魔女”。作為魔法師的能力非常高。主張依靠魔法和白杖，並採取“以魔法解決問題”的立場。奧利佛計畫復仇打倒的教師之一。
恩里科·佛傑里（Enrico Forghieri，聲：大塚芳忠）
負責魔道工學的矮小老年男老師。據說以一己之力將魔道工學推進一百年的大魔法師。教的是構成魔法文明基礎的學問，授課時會提出以重傷為前提的不講理課題。由於有著在狩獵異端的最前線作戰的經驗，因此作為純粹的魔法師也擁有非常高的實力。奧利佛計畫復仇打倒的教師之一。
迪米崔·亞里斯提德（Demetrius Aristides）
負責天文學的男老師。奧利佛計畫復仇打倒的教師之一。當代被稱為英哲的賢者。第五魔劍“離世蝴蝶之夢”的使用者。
瓦蒂亞·穆維茲卡米利（Baldia Muwezicamili）
負責咒術學的女老師。皮膚蒼白，臉龐極其年輕。奧利佛計畫復仇打倒的教師之一。
泰德·威廉斯（Ted Williams）
經生前的達瑞斯推薦，接替他成為負責煉金術的老師。在金伯利的老師當中非常珍貴的和平的上課。與達瑞斯及嘉蘭德是同世代的友人。

### 其他
克蘿伊·哈爾福德（Chloe Halford，聲：寺崎裕香）
奧利佛的母親。被稱為“雙杖”的異端獵人，被譽為史上最強、千年一遇的天才。是魔法界力量平衡中出現的特殊存在。她原是第四魔劍“橫渡奈落之絲（Angustavia）”的持有者，奧利佛的劍術，包括使用靈魂融合繼承的技術，很多是從她的劍術中掌握的。
馬可（Marco，聲：杉崎亮）
巨魔，密里根給予的情報是純種古斯尼品種。在開學典禮遊行時試圖逃跑並失控，在奧利佛等人支援下被奈奈緒制服。

## 創作
作者宇野朴人在2018年7月10日宣佈前作《發條精靈戰記 天鏡的極北之星》完結的同時，公佈了本作的概要。但未公開書名。他當時稱新作品的特色跟《發條精靈戰記 天鏡的極北之星》不同，是「劍與魔法，超常與神秘，還有『魔劍』的故事」，「魔法使新手少年，跟來自遙遠東方、佩着日本刀而來的少女，從他們兩人相遇開始的新故事」，亦將該作形容為「非兒童文學版本的《哈利波特》」。《發條精靈戰記 天鏡的極北之星》最終卷的卷末發表了32頁本作的試讀版。
宇野在訪問中指《發條精靈戰記 天鏡的極北之星》以戰場為故事舞台，不固定的場景讓他在描寫人際關係時受到限制，描寫戰場也需要現實世界的知識；而他在以魔法學校為故事舞台的《七魔劍支配天下》中，可以在特定舞台中更深入地描寫人際關係，描寫魔法的自由度亦更高。他又稱他將撰寫前作中描寫故事、建構世界觀、給予讀者臨場感的經驗，運用到本作當中。

## 出版書籍

### 輕小說

#### 本傳
| 卷數 | KADOKAWA       | KADOKAWA               | 台灣角川       | 台灣角川               |
| 卷數 | 發售日期       | ISBN                   | 發售日期       | ISBN                   |
| ---- | -------------- | ---------------------- | -------------- | ---------------------- |
| I    | 2018年9月7日   | ISBN 978-4-04-893964-5 | 2019年11月11日 | ISBN 978-957-743-342-8 |
| II   | 2019年1月10日  | ISBN 978-4-04-912261-9 | 2020年7月27日  | ISBN 978-957-743-886-7 |
| III  | 2019年5月10日  | ISBN 978-4-04-912513-9 | 2021年5月26日  | ISBN 978-986-524-415-6 |
| IV   | 2019年10月10日 | ISBN 978-4-04-912513-9 | 2021年5月26日  | ISBN 978-986-524-416-3 |
| V    | 2020年2月7日   | ISBN 978-4-04-913072-0 | 2022年4月20日  | ISBN 978-626-321-346-3 |
| VI   | 2020年7月10日  | ISBN 978-4-04-913255-7 |                |                        |
| VII  | 2021年6月10日  | ISBN 978-4-04-913530-5 |                |                        |
| VIII | 2021年9月10日  | ISBN 978-4-04-913934-1 |                |                        |
| IX   | 2022年3月10日  | ISBN 978-4-04-914213-6 |                |                        |
| X    | 2022年9月9日   | ISBN 978-4-04-914531-1 |                |                        |
| XI   | 2023年3月10日  | ISBN 978-4-04-914934-0 |                |                        |
| XII  | 2023年7月7日   | ISBN 978-4-04-915077-3 |                |                        |
| XIII | 2023年12月8日  | ISBN 978-4-04-915276-0 |                |                        |
| XIV  | 2025年2月7日   | ISBN 978-4-04-915790-1 |                |                        |
| XV   | 2025年8月8日   | ISBN 978-4-04-916464-0 |                |                        |

#### 外傳
| 卷數 | KADOKAWA | KADOKAWA      | KADOKAWA               |
| 卷數 | 副標題   | 發售日期      | ISBN                   |
| ---- | -------- | ------------- | ---------------------- |
| 1    |          | 2023年3月10日 | ISBN 978-4-04-914935-7 |

### 漫畫
小說將獲改編為《未來日記》Esuno Sakae擔任作畫的漫畫的消息於2019年1月公佈。該漫畫於2019年7月號至2024年1月號在《月刊少年Ace》連載。
| 卷數 | KADOKAWA       | KADOKAWA               |
| 卷數 | 發售日期       | ISBN                   |
| ---- | -------------- | ---------------------- |
| 1    | 2019年10月10日 | ISBN 978-4-04-912513-9 |
| 2    | 2020年4月25日  | ISBN 978-4-04-109446-4 |
| 3    | 2020年10月26日 | ISBN 978-4-04-109447-1 |
| 4    | 2021年5月26日  | ISBN 978-4-04-111372-1 |
| 5    | 2021年12月25日 | ISBN 978-4-04-112028-6 |
| 6    | 2022年9月26日  | ISBN 978-4-04-112556-4 |
| 7    | 2023年6月26日  | ISBN 978-4-04-113826-7 |
| 8    | 2024年2月26日  | ISBN 978-4-04-114674-3 |

## 迴響
本作獲得店員最愛輕小說大獎2019文庫類別第1名、《這本輕小說真厲害！2020》文庫類別和新作類別第1名。截至2019年5月，系列累積發行超過10萬本。截至2020年2月，系列累積發行超過30萬本。

## 電視動畫
2021年12月11日，於「電撃文庫 冬之祭典Online 2021」上，宣布本作改編為電視動畫。

### 主題曲
片頭曲
主唱：
作詞：唐澤美帆，作曲、編曲：
片尾曲
主唱：
作詞：唐澤美帆，作曲：，編曲：、大澤圭一
第7、8話未使用。
插曲Beyond fate（第7話）
主唱：矢野水音
作詞、作曲、編曲：

### 各話列表
| 話數   | 標題       | 劇本     | 分鏡               | 演出     | 作畫監督                                                                             | 總作畫監督                               | 首播日期      | 改編原作 |
| ------ | ---------- | -------- | ------------------ | -------- | ------------------------------------------------------------------------------------ | ---------------------------------------- | ------------- | -------- |
| 第1話  | 開學典禮   | 安川正吾 | 松根正人、高田耕一 | 宮崎修治 | 都築裕佳子、小野和美                                                                 | 谷川亮介                                 | 2023年 7月7日 | 第1卷    |
| 第2話  | 魔法劍     | 安川正吾 | 高田耕一           | 則座誠   | 山中和泉、彭佩琦、宮口久美、小野和美、香田知樹、TripleA                              | 谷川亮介                                 | 7月14日       | 第1卷    |
| 第3話  | 死兵       | 大西信介 | 吉川博昭           | 粟井重紀 | 劉雲留、馮永旭                                                                       | 小野和美                                 | 7月21日       | 第1卷    |
| 第4話  | 圓形競技場 | 松根正人 | 松根正人、福島利規 | 海寶興藏 | 中山由美、小川浩司、山本雅章、大原大、香田智樹、橋詰力                               | 小野和美                                 | 7月28日       | 第1卷    |
| 第5話  | 蛇眼       | 安川正吾 | 黑瀨大輔           | 黑瀨大輔 | 中山由美、山本雅章、大原大、Revival                                                  | 小野和美                                 | 7月4日        | 第1卷    |
| 第6話  | 顯現       | 大西信介 | 增田敏彥           | 海寶興藏 | 中山由美、小川浩司、山本雅章、TripleA、橋詰力                                        | 谷川亮介                                 | 8月11日       | 第1卷    |
| 第7話  | 兩極往來者 | 安川正吾 | 高田耕一           | 則座誠   | 江湧、馮永旭、黄佳嫻                                                                 | 小野和美                                 | 8月18日       | 第2卷    |
| 第8話  | 競爭者     | 大西信介 | 福島利規           | 高田恭輔 | 清水博幸、金正男、彭佩琦、香田和樹、中山由美                                         | 谷川亮介                                 | 8月25日       | 第2卷    |
| 第9話  | 探索迷宮   | 大西信介 | 吉川博明           | 海寶興藏 | 中山由美、山本雅章、金正男、TripleA、Revival                                         | 小野和美                                 | 9月1日        | 第2卷    |
| 第10話 | 主從       | 安川正吾 | 藤本郎             | 石山貴明 | 清水博幸、小川浩司、村上雄、STUDIO MASSKET                                           | 谷川亮介、藤井昌宏                       | 9月8日        | 第2卷    |
| 第11話 | 責任       | 安川正吾 | 增田敏彥           | 則座誠   | 山本雅章、STUDIO MASSKET、Revival、TripleA、橋詰力、村上雄                           | 小野和美                                 | 9月15日       | 第2卷    |
| 第12話 | 生還率     | 大西信介 | 黑瀨大輔           | 黑瀨大輔 | 山本雅章、村上雄、Revival、STUDIO MASSKET                                            | 小野和美、谷川亮介、藤井昌宏、長谷川真也 | 9月22日       | 第2卷    |
| 第13話 | 喧鬧之森   | 松根正人 | 渡部高志           | 海寶興藏 | 中山由美、都築裕佳子、STUDIO MASSKET、Revival、橋詰力                                | 小野和美、谷川亮介、藤井昌宏、長谷川真也 | 9月29日       | 第3卷    |
| 第14話 | 淫魔的後裔 | 安川正吾 | 宮崎修治           | 宮崎修治 | 小川浩司、清水博幸、TripleA、STUDIO MASSKET、Revival、Rad Plus                       | 小野和美、谷川亮介、藤井昌宏、長谷川真也 | 10月6日       | 第3卷    |
| 第15話 | 聖歌       | 安川正吾 | 松根正人、渡部高志 | 黑瀨大輔 | 中山由美、都築裕佳子、前田百合子、山本雅章、金正男、村上雄、橋詰力、Revival、TripleA | 藤井昌宏、谷川亮介、小野和美             | 10月13日      | 第3卷    |

### 播映平台
| 播映地區         | 播映平台                           | 播映日期                | 播映時間              | 備註            |
| ---------------- | ---------------------------------- | ----------------------- | --------------------- | --------------- |
| 香港、澳門、臺灣 | bilibili                           | 2023年7月8日－10月14日  | 星期六 00:30（UTC+8） | [ 42 ]          |
| 香港、澳門、臺灣 | Ani-One中文官方動畫頻道（YouTube） | 2023年7月28日－10月14日 | 星期六 00:30（UTC+8） | [ 43 ] [ 註 3 ] |
| 臺灣             | 巴哈姆特動畫瘋                     | 2023年7月19日－10月14日 | 星期六 00:30（UTC+8） | [ 44 ] [ 註 4 ] |
| 臺灣             | KKTV                               | 2023年7月19日－10月14日 | 星期六 00:30（UTC+8） | [ 44 ] [ 註 4 ] |
| 臺灣             | Hami Video                         | 2023年7月19日－10月14日 | 星期六 00:30（UTC+8） | [ 44 ] [ 註 4 ] |
| 臺灣             | 中華電信MOD                        | 2023年7月19日－10月14日 | 星期六 00:30（UTC+8） | [ 44 ] [ 註 4 ] |
| 臺灣             | friDay影音                         | 2023年7月19日－10月14日 | 星期六 00:30（UTC+8） | [ 44 ] [ 註 4 ] |
| 臺灣             | MyVideo                            | 2023年7月19日－10月14日 | 星期六 00:30（UTC+8） | [ 44 ] [ 註 4 ] |
| 臺灣             | LINE TV                            | 2023年7月19日－10月14日 | 星期六 00:30（UTC+8） | [ 44 ] [ 註 4 ] |
| 臺灣             | CATCHPLAY                          | 2023年7月19日－10月14日 | 星期六 00:30（UTC+8） | [ 44 ] [ 註 4 ] |

## 外部連結
- 電撃文庫特設網站（日語）
- 漫畫連載網站（日語）
- 作者宇野朴人的X（前Twitter）（日語）
- 電視動畫官方網站（日語）